# Ian Hickson
Ian Hickson, přezdívaný Hixie, je odborník na webové technologie. Narodil se v Ženevě ve Švýcarsku a do obecného povědomí se dostal jako přispěvatel projektu Mozilla, a následně jako člen pracovní skupiny CSS u W3C. Krátký čas byl zaměstnancem Opera Software a mezi lety 2005 a 2023 pracoval u společnosti Google. Hickson je známý zejména kvůli své práci editora a mluvčího iniciativy WHATWG, která se snaží o tvorbu nových specifikací pro oblast webu. V květnu 2007 byl zvolen editorem nové pracovní skupiny HTML u W3C, která převzala specifikace Web Applications 1.0 a Web Forms 2.0 od WHATWG, a na jejím základě připravuje HTML5. Ian Hickson je též podepsán jako editor pod specifikací CSS 2.1, je autorem testu Acid3 a spoluautorem testu Acid2.